# پارابل (رود)
پارابل (به لاتین: Parabel) یک رود در روسیه است که در استان تومسک واقع شده‌است.